# بولس كريكوريداس
بولس كريكوريداس (باليونانية: Παύλος Γρηγοριάδης)‏ هو لاعب كرة قدم ومدرب كرة قدم يوناني في مركز الهجوم، ولد في 27 مايو 1938 في سيتاغروي في اليونان، وتوفي في 24 نوفمبر 2007. شارك مع منتخب اليونان لكرة القدم. أما مع النوادي، فقد لعب مع نادي أولمبياكوس.